# 潟町站
潟町站（日语：／ Katamachi eki */?）是東日本旅客鐵道（JR東日本）信越本線的鐵路車站，位於日本新潟縣上越市大潟區潟町。

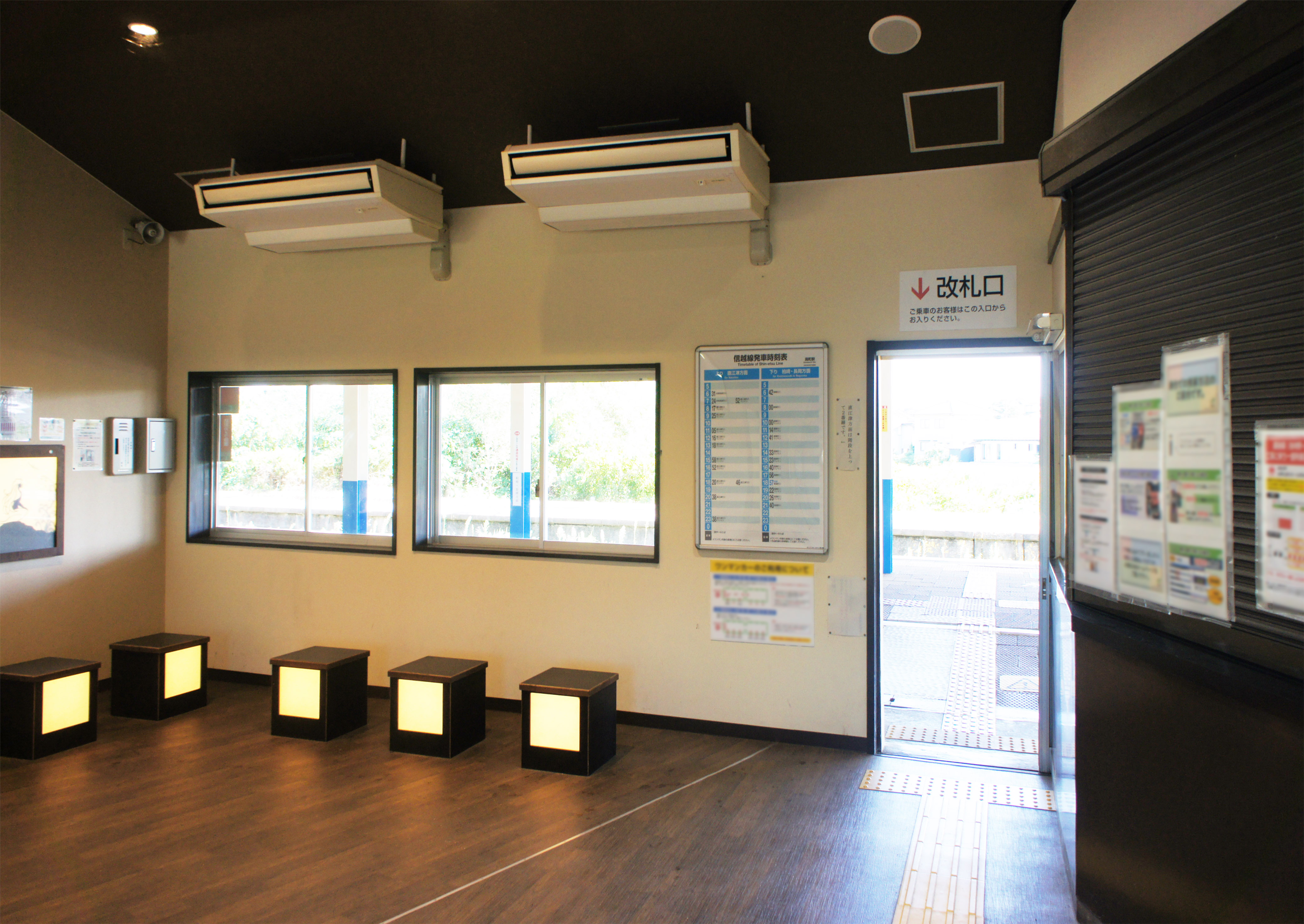
車站內部（2021年9月）

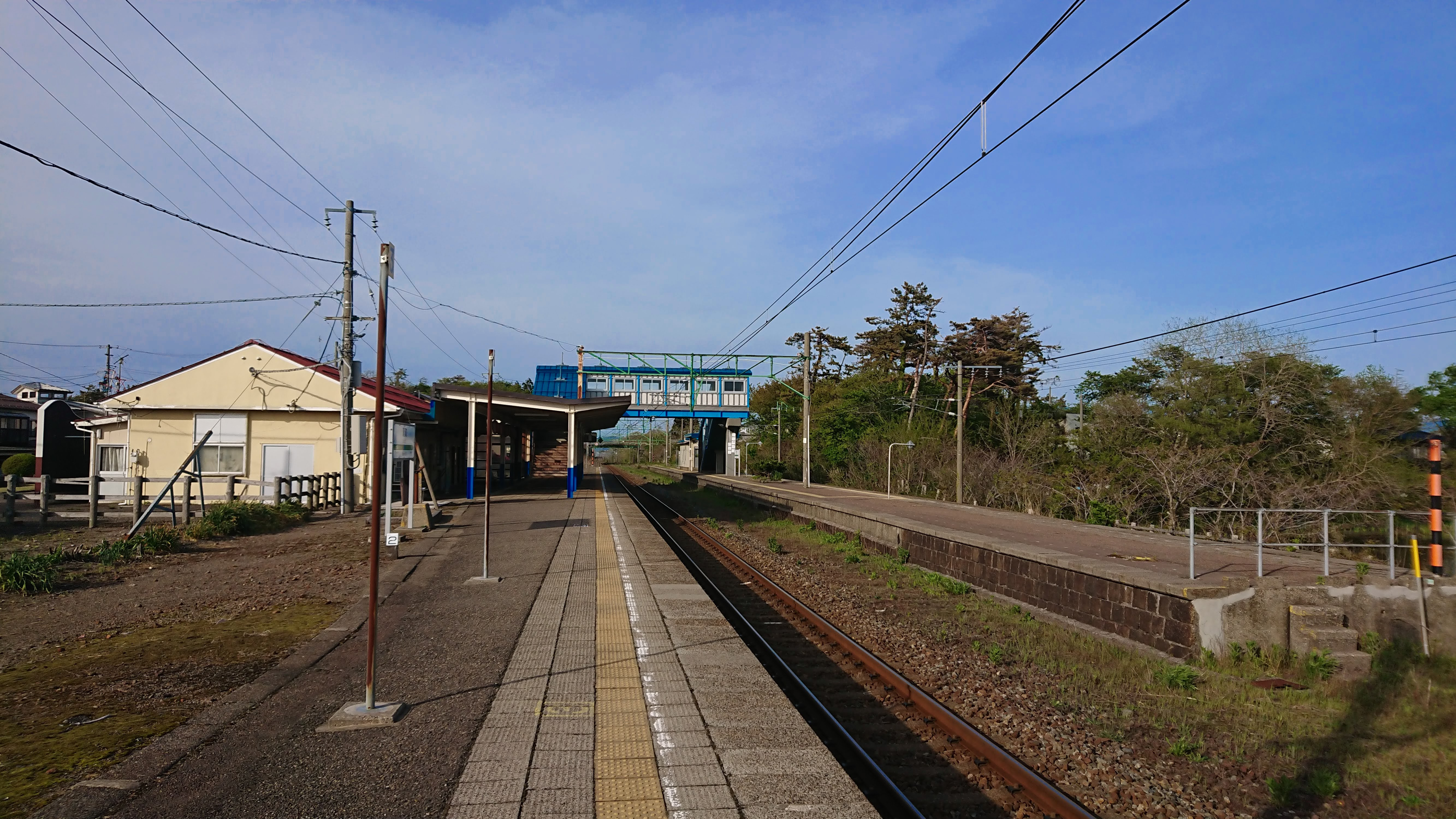
月台（2022年4月）

## 歷史
- 1897年（明治30年）5月13日：開業，為北越鐵道的一個車站。
- 1907年（明治40年）8月1日：成為鐵道省的一個車站。
- 1949年（昭和24年）6月1日：成為日本國有鐵道的一個車站。
- 1987年（昭和62年）4月1日：國鐵分割民營化，成為東日本旅客鐵道的一個車站。

## 車站結構
本站為側式月台2面2線的地面車站，站內設有自動售票機和驗票閘門。

### 月台配置
| 股道 | 路線      | 方向 | 目的地                                            |
| ---- | --------- | ---- | ------------------------------------------------- |
| 1    | ■信越本線 | 下行 | 長岡・新潟方面                                    |
| 2    | ■信越本線 | 上行 | 直江津方面 ■妙高躍馬線直通 上越妙高・妙高高原方面 |

## 车站周边
- 上越市 大潟区綜合事務所
- 鵜之濱温泉
- 潟町郵政局
- 新潟縣道120號潟町停車場線
- 国道8号

## 相鄰車站
東日本旅客鐵道（JR東日本）
■信越本線
■普通
土底濱－潟町－上下濱